# Robert Špehar
Robert Špehar [uitspraak: 'rɔbərt 'ʃpeːxɑr] (Osijek, 13 mei 1970) is een Kroatisch voormalig profvoetballer die speelde als centrumspits en schaduwspits. Špehar maakte tussen 1995 en 1997 naam bij Club Brugge, waarmee hij in 1996 de Belgische dubbel behaalde.

## Clubcarrière
Robert Špehar speelde als centrumspits of schaduwspits voor NK Osijek, NK Zagreb, Sporting CP, Club Brugge, AS Monaco en Galatasaray SK. Met Club Brugge werd hij onder leiding van trainer Hugo Broos in 1996 landskampioen en won hij de beker (de medaille kreeg Špehar evenwel niet, hij speelde niet in de finale tegen stadsrivaal Cercle Brugge). 1995–1996 is anno 2024 nog altijd de laatste dubbel in de geschiedenis van Club Brugge. 
Špehar vormde een koningskoppel met zijn landgenoot Mario Stanić, die in het kampioenenjaar 1996 topschutter werd met 20 doelpunten. Špehar scoorde 12 maal. In 1997 werd Robert Špehar op zijn beurt een doelpuntenmachine onder Broos en werd topschutter van de Belgische competitie met 26 doelpunten doch hij irriteerde ook als zijnde "zelfzuchtig". Stanić vertrok in de winter naar AC Parma, maar Špehar nam diens rol daarna nog tot het einde van het seizoen 1996–1997 over.
De successen die hij met Club Brugge behaalde, herhaalde hij niet. In de zomer van 1997 verhuisde hij naar AS Monaco waar toen ene Thierry Henry en ene David Trezeguet rondliepen. Hij maakte bij de start van de campagne 1997–1998 drie goals voor Brugge, wilde plots weg en maakte het te bont onder Brugge-trainer Eric Gerets. Op die manier verliet hij België alsnog, eind augustus 1997. In de winter van 2002 keerde Špehar terug naar België en kwam drie maanden uit voor Standard Luik. Hij slaagde er toen in te scoren tegen Club Brugge in de competitie (1-1 op 12 april 2002), waardoor voor Club Brugge de titeldroom de koelkast in kon. In de titelstrijd was dit namelijk duur puntenverlies.
Met Omonia Nicosia, zijn laatste bestemming, won Špehar in 2005 de Beker van Cyprus.

## Interlandcarrière
Špehar speelde acht wedstrijden voor de Kroatische nationale ploeg, daarin kon hij één doelpunt scoren.

## Erelijst
| Competitie           |             |             |             |             |
| Competitie           | Aantal      | Jaren       |             |             |
| Club Brugge          | Club Brugge | Club Brugge | Club Brugge | Club Brugge |
| -------------------- | ----------- | ----------- | ----------- | ----------- |
| Landskampioen België | 1x          | 1995/96     |             |             |
| Beker van België     | 1x          | 1995/96     |             |             |
| Omonia Nicosia       |             |             |             |             |
| Beker van Cyprus     | 1x          | 2004/05     |             |             |

| Individueel             |    |                  |
| Topscorer 1. HNL        | 2x | 1994/95, 2003/04 |
| Topscorer Eerste klasse | 1x | 1996/97          |